# Acontia imbuta
Acontia imbuta là một loài bướm đêm trong họ Noctuidae.